# Тропічна савана рівнин Вікторії
Тропічна савана рівнин Вікторії (ідентифікатор WWF: AA0709) — австралазійський екорегіон тропічних та субтропічних луків, саван і чагарників, розташований на півночі Австралії.

## Географія
Екорегіон тропічної савани рівнин Вікторії простягається із заходу на схід від північно-східних районів Західної Австралії до центральних районів північної частини Північної Території. На відміну від регіону Кімберлі на північному заході, який має переважно пересічений рельєф, цей екорегіон характеризується широкими рівнинами різного геоморфологічного походження.
Східну половину екорегіону займає плато Стерт. Тут переважають темно-червоні піщано-суглинисті ґрунти на третинній латеритній основі. За винятком окремих столових гір та невеликих латеритних скельних виступів, ландшафт плато Стерт переважно рівнинний.
Західну половину екорегіону займають рівнини, по яким протікають річки Орд та Вікторія. Тут переважають чорні глинисті ґрунти, материнською породою для яких виступають базальти, та червоні суглинки, материнською основою для яких виступають вапняки. Подекуди зустрічаються невеликі пісковикові відслонення, подібні до великих пісковикових та вапнякових пагорбів Кімберлі. Найбільшим з цих скельних масивів є хребет Бангл-Бангл у Національному парку Пурунлулу.
Екорегіон тропічної савани рівнин Вікторії утворює перехідну зону між тропічними саванами Північної Австралії та пустелями Центральної Австралії. На північному заході та півночі він переходить у тропічну савану Кімберлі, на північному сході та сході — у тропічну савану Карпентарії, на південному сході — у луки регіону Мітчелл-Грасс-Даунс, а на півдні — у пустелю Танамі.

### Класифікація IBRA
Згідно з класифікацією IBRA екорегіон складається з двох біорегіонів: Рівнин Орду і Вікторії та Плато Стерт.

## Клімат
В межах екорегіону переважає саванний клімат (Aw за класифікацією кліматів Кеппена) або напівпустельний клімат (BSh за класифікацією Кеппена). Температури високі протягом усього року. Максимальні середньомісячні температури коливаються від 25 °C до 35 °C. Розподіл опадів демонструє виражену сезонність: майже всі опади випадають з листопада по березень під час літніх мусонів, а протягом решти року триває бездощовий сухий сезон. Середньорічна кількість опадів коливається від 1200 мм на півночі до 600 мм на півдні. У горбистих районах опадів може випадати дещо більше.

## Флора
В межах екорегіону зустрічаються різні типи рослинних угруповань, зокрема рідколісся, савани та луки. Їх розподіл залежить від типу ґрунтів та кількості опадів. Рівень рослинного ендемізму в екорегіоні відносно низький, оскільки більша частина видів рослин, поширених тут, також зустрічається в навколишніх екорегіонах.
Рідколісся, у яких переважають різні види евкаліптів (Eucalyptus spp.) та кривавих евкаліптів (Corymbia spp.) є найпоширенішим типом рослинності в екорегіоні. Вони зазвичай поширені у районах, де переважають піщані ґрунти або суглинки. Лісовий намет в них розташований на висоті 5-15 м над землею, а в підліску переважають високі трави, зокрема різні види сорго (Sorghum spp.), різноборідника (Heteropogon spp.), золотоборідника (Chrysopogon spp.), темеди (Themeda spp.), арістіди (Aristida spp.) та еріахни (Eriachne spp.). Дрібнозернисті глинисті та суглинкові ґрунти підтримують рідколісся, у яких домінують терміналії (Terminalia spp.) та баугінії (Bauhinia spp.), або луки, на яких переважають різні види трав Мітчелла (Astrebla spp.), трав Фліндерса (Iseilema spp.), золотоборідників (Chrysopogon spp.), арістід (Aristida spp.) та діхантіумів (Dichanthium spp.).
Особливим типом рослинності є акацієво-булвадієві рідколісся, у яких домінують списові акації (Acacia shirleyi) та дерева булваді (Macropteranthes kekwickii). Списові акації (Acacia shirleyi), які отримали свою назву через те, що їхню тверду й важку деревину аборигени використовували для виготовлення списів, — це вічнозелені дерева заввишки до 15 м, а дерева булваді (Macropteranthes kekwickii) — це невеликі дерева заввишки до 6 метрів, які скидають своє дрібне листя під час сухого сезону. Акацієво-булвадієві рідколісся поширені лише на Північній Території, переважно в межах екорегіону, здебільшого на сході плато Стерт, у районах, де переважають латеритні ґрунти, а також у деяких ізольованих ділянках серед латеритних виступів на заході екорегіону. Вони мають більш густий лісовий намет, ніж інші рідколісся екорегіону, і можуть утворювати непрохідні хащі. Дерева у акацієво-булвадієвих рідколіссях часто оповиті ліанами, а в їхньому підліску ростуть різноманітні трав'янисті рослини, невеликі чагарники, папороті та мохи. Порівняно з навколишніми евкаліптовими рідколіссями, акацієво-булвадієві рідколісся менш схильні до пожеж. Як і мусонні ліси Кімберлі та Арнемленду, ці рідколісся є притулком для багатьох рідкісних, чутливих до пожеж видів, характерних для дощових лісів Австралії.
Серед пісковикових виступів та піщаних ділянок на заході екорегіону зустрічаються відкриті евкаліптові рідколісся (Eucalyptus spp.), в підліску яких ростуть купини тріодії (Triodia spp.). Також у районах, де поширені пісковики, зустрічаються ділянки пустищ, у яких домінують різні види гревілей (Grevillea spp.) та акацій (Acacia spp.). У захищених ущелинах серед пісковикових пагорбів Бангл-Бангл зустрічаються реліктові види, які віддають перевагу більш вологим середовищам, зокрема пірчасті стрічколисті папороті (Taenitis pinnata), високі вікторійські пальми (Livistona victoriae) та різні види мікроаїрів (Micraira spp.).
Прибережні ліси ростуть смугами уздовж річок та струмків екорегіону. Їх видовий склад часто залежить від режиму затоплення та типу ґрунтів, але зазвичай основу прибережних лісів складають червоні річкові евкаліпти (Eucalyptus camaldulensis), широколисті терміналії (Terminalia platyphylla) та східні науклеї (Nauclea orientalis), а також різні види фікусів (Ficus spp.), чайних дерев (Melaleuca spp.) та панданів (Pandanus spp.).

## Фауна
Характерними ссавцями, що живуть на рівнинах екорегіону, є маскові валлабі-зайці (Lagorchestes conspicillatus), які особливо поширені у акацієво-булвадієвих рідколіссях, та північні кігтехвості валлабі (Onychogalea unguifera), які віддають перевагу лукам та евкаліптовим рідколіссям. Серед інших ссавців, поширених в екорегіоні, слід відзначити прудкого валлабі (Notamacropus agilis), звичайного валлару (Osphranter robustus), антилопового кенгуру (Osphranter antilopinus), лисячого кузу (Trichosurus vulpecula), скельного кускуса (Petropseudes dahli), довгошерстного пацюка (Rattus villosissimus) та австралійську єхидну (Tachyglossus aculeatus). Популяції кролячих бандикутів або білбі (Macrotis lagotis), північних кволів (Dasyurus hallucatus) та золотистих бандикутів (Isoodon auratus) в регіоні скоротилися або повністю вимерли.
Серед птахів, поширених на рівнинах Вікторії, слід відзначити апостола (Struthidea cinerea), чорноголового корольця (Melanodryas cucullata picata) та білоголового стадняка (Pomoatostomus temporalis rubeculus). Ці птахи шукають безхребетних серед опалого листя та ґрунту в підліску акацієво-булвадієвих рідколісь, але рідко зустрічаються в інших типах рідколісь, в підліску яких домінують високі трави. У прибережних заростях в долині Вікторії мешкає велика частина популяції фіолетовоголових малюрів (Malurus coronatus), в евкаліптових рідколіссях на північному сході екорегіону зустрічаються рідкісні, майже ендемічні малі чубарці (Falcunculus whitei), а серед пісковикових пагорбів Бангл-Бангл — скельні ядлівчаки (Colluricincla woodwardi). Серед інших птахів, поширених в екорегіоні, слід відзначити буру перепілку (Synoicus ypsilophorus), австралійську горлицю (Geopelia placida), австралійську дрохву (Ardeotis australis), австралійського орла (Aquila audax), чорного шуліку (Milvus migrans), шуліку-свистуна (Haliastur sphenurus), золотисту розелу (Platycercus venustus), червоношийого лорікета (Trichoglossus rubritorquis), австралійського папугу-червонокрила (Aprosmictus erythropterus), райдужну бджолоїдку (Merops ornatus), велику ойсею (Chlamydera nuchalis), тропічного медника (Ptilotula flavescens), синьощокого медолюба (Entomyzon cyanotis), яванського фірлюка (Mirafra javanica), білощокого діамантника (Stizoptera bichenovii), довгохвостого діамантника (Poephila acuticauda) та райдужного папужника (Chloebia gouldiae).
Герпетофауна екорегіону включає майже ендемічних ордських сут (Suta ordensis) і карликових скельних варанів (Varanus kingorum). Ендеміками екорегіону є гравійні криптоагами (Cryptagama aurita), поширені на луках у районах, де переважають латеритні ґрунти, а також бангл-банглські дтелли (Gehyra ipsa) та бангл-банглські кремезні сцинки (Lerista bunglebungle), поширені серед пісковикових скель Бангл-Бангл. Серед поширених в регіоні амфібій слід відзначити дейлі-вотерську жабу (Ranoidea maculosa), приховановуху жабу (Cyclorana cryptotis) та велетенську австралійську жабу (Ranoidea australis). 

## Збереження
Рідколісся екорегіону переважно не зазнали масштабної вирубки, однак на близько 90 % території екорегіону відбувається екстенсивний випас великої рогатої худоби та віслюків. У деяких районах спостерігається дуже велика щільність здичавілих тварин, яка може перевищувати 10 особин/км².
У перші десятиліття господарського освоєння регіону, між 1880 і 1910 роками, розпочалася значна деградація природних ландшафтів, особливо навколо джерел води. Вона призвела до часткового знищення рослинного покриву, до ерозії ґрунтів і появи глибоких ярів, а також до скорочення популяції низки видів птахів, ссавців, рослин і безхребетних. Внаслідок масштабної ерозії щороку до річки Орд потрапляло 24 мільйони тон осаду, що змусило уряд вжити заходів з рекультивації земель.
На більшій частині пасовищних угідь регіону невеликі і часті пожежі, які навмисно розпалювалися аборигенами, були замінені на неконтрольовані широкомасштабні стихійні пожежі, які спалахували наприкінці сухого сезону. Зміна в режимі пожеж призвела до вторгнення чагарників та невеликих дерев на лучні угіддя.
Ще однією загрозою для збереження природи регіону є поширення інтродукованих тварин, таких як європейські кролі (Oryctolagus cuniculus) та свійські коти (Felis catus). Деякі види інвазивних рослин, такі як високий калотропіс (Calotropis procera), звичайна нетреба (Xanthium strumarium), мексиканське пало-верде (Parkinsonia aculeata), чорні лікарські ягоди (Jatropha gossypiifolia) та звичайна рицина (Ricinus communis), витісняють місцеві види, особливо у прибережних районах.
Оцінка 2017 року показала, що 16 001 км², або 7 % екорегіону, є заповідними територіями. Природоохоронні території включають: Національний парк Пурнулулу, Національний парк Грегорі, Заповідник Булваді та Відновлювальний заповідник річки Орд. У 2003 році Національний парк Пурнулулу був внесений до списку Світової спадщини ЮНЕСКО.